# NY Возничего
NY Возничего (лат. NY Aurigae), HD 51418 — одиночная переменная звезда в созвездии Возничего на расстоянии приблизительно 639 световых лет (около 196 парсеков) от Солнца. Видимая звёздная величина звезды — от +6,73m до +6,56m.

## Характеристики
NY Возничего — белая вращающаяся переменная звезда типа Альфы² Гончих Псов (ACV) спектрального класса A0pEuSrCr, или A0, или A0p. Эффективная температура — около 8754 К.